# هایوود های اسمیت
هایوود های اسمیت (انگلیسی: Haywood Highsmith؛ زادهٔ ۹ دسامبر ۱۹۹۶) بازیکن بسکتبال اهل ایالات متحده آمریکا است.